# Arachnitis uniflora
Arachnitis uniflora är en enhjärtbladig växtart som beskrevs av Rodolfo Amando Philippi. Arachnitis uniflora ingår i släktet Arachnitis och familjen Corsiaceae. Inga underarter finns listade.

## Bildgalleri

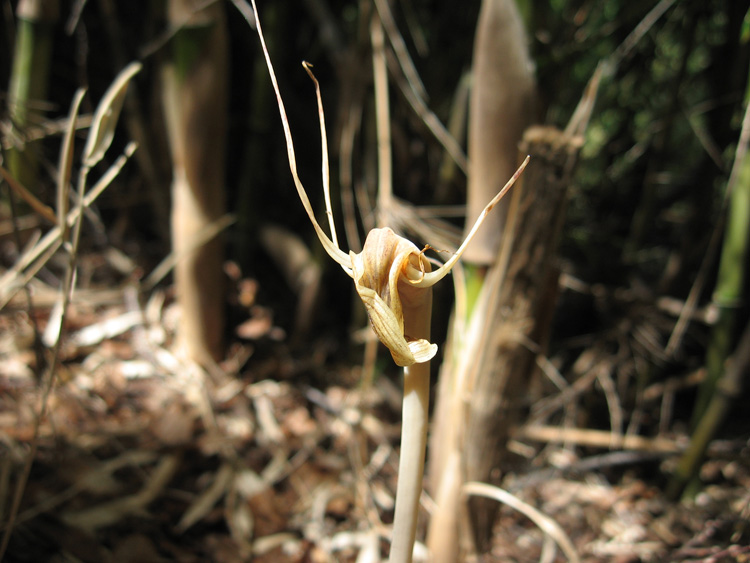